# Zimri
Zimri, Izrael királya kr. e. 885-ben, hét napig.

## A hatalom megragadása
Elődje, Éla alig egy éve uralkodott, mikor Zimri, mint magas pozícióban lévő férfi, megkívánta a trónt, és egy alkalommal megölte Élát, a királyát, és Baása (Éla apja) minden leszármazottját. A Biblia szerint egy fontos prófécia teljesedett be ezáltal.

## A rövid uralom
A népnek azonban nem tetszett Zimri hatalomra törése, és Gibbethon közelében a hadsereg fővezérét, Omrit választották királlyá. Ezután a város, Thirsa ellen vonultak. Mikor Zimri látta hogy a várost bevették, magára gyújtotta a palotát, öngyilkos lett. Hét napig uralkodott Izraelen.